# Rasmus Nyerup
Rasmus Nyerup (født 12. marts 1759 i landsbyen Nyrup ved Glamsbjerg på Fyn, død 28. juni 1829 i København) var en dansk litteraturhistoriker, sprogforsker og bibliotekar.

## Opvækst på Fyn
Nyerup blev født 1759 i byen Nyrup i Ørsted Sogn på Fyn, hvor hans fader, Christen Rasmussen, var vorned fæstebonde under godset Brahesholm. Moderen hed Karen Simonsdatter. Da forældrene siden flyttede til en gård i Ørsted, blev denne landsby Rasmus Nyerups egentlige barndomshjem, "hvor han i Have og Mark, i Eng og Skov nød Barndommens uskyldige Glæder, hvis Minde aldrig siden udslettedes af hans Sind". Endnu som gammel mand glædede han sig som et barn om foråret ved at plukke markblomster på grøftekanten, når han en gang imellem kom ud af den bogverden, i hvilken han til daglig færdedes.
Da Nyerup tidlig lagde for dagen, at han besad et ypperligt nemme, og da læsning var hans fryd, besluttede faderen at lade ham studere, i håb om en gang at se ham som præst. Han kom derfor 1768 i huset hos den lærde degn Frederik Krogh i det nærliggende Skydebjerg og efter 5 års forløb i Odense Skole (1773). Her boede han, ligesom senere ved Københavns Universitet, sammen med Jørgen Lottrup Schydtz, der endte som justitiarius i Bergen og blev ham en overordentlig trofast ven, som han satte den største pris på.

## Uddannelse
I det sidste år i Odense besøgte Nyerup Gymnasiet, hvor han hørte dr. Nicolai Engelhardt Nannestads foredrag, der efterlod et stærkt indtryk på ham. "Nannestad læste over Guldbergs naturlige og aabenbarede Theologi, og da hans store Skarpsindighed kuldkastede en hel Del af de Guldbergske Læresætninger, gav det den første Anledning til, at Nyerup siden ved Universitetet ofte betvivlede Rigtigheden af, hvad han enten læste i Balles Dogmatik eller hørte i hans Forelæsninger." Fra den tid af var og blev Nyerup afgjort rationalist, og som jævnlig fandt temmelig stærke udslag i hans skrifter, som når han i sin Kjøbenhavns Beskrivelse (1800) ved omtale af Universitetet betegnede teologien som "Kundskab om den menneskelige Aands Forvildelser" og derfor mente, at den passende kunde reduceres til en underafdeling af historien.
Endnu som skolediscipel forlovede Nyerup sig (hemmelig) med Elisabeth Margrethe Clausen, en købmandsdatter fra Odense, der, efter en lang ventetid, 28. maj 1788 blev hans hustru og siden i 30 år "forsødede Livet" for ham.
Studentereksamen bestod Nyerup, ligesom hans ovennævnte kontubernal, med udmærkelse 1776 og hengav sig nu til et flittigt studium med filologi og teologi som hovedfag. 1779 tog han den såkaldte store filologiske eksamen og året efter teologisk attestats. Den sidste eksamen underkastede han sig for at glæde sin fader, uden dog at have til hensigt at blive præst. Snarere stod det for ham som hans livsmål at blive skolemand; men forholdene føjede sig således for ham, at han tidlig kom ind i biblioteksvirksomheden, og den holdt ham siden fast, så meget mere som den gav ham en bekvem adgang til de litteraturhistoriske studier, som mere og mere bleve hovedsagen for ham, og i hvilke han har udrettet så meget, at skønt en del af, hvad han har skrevet, nu er glemt, vil dog ingen, der sysler med dansk litteratur, historie og antikviteter, lettelig kunne undgå at komme i et taknemmelighedsforhold til ham.

## Biblioteksvirksomhed
Sin biblioteksvirksomhed begyndte Nyerup 1778, da professor Johann Heinrich Schlegel, der nyligt var blevet bibliotekar ved det Kongelige Bibliotek, privat antog ham som sin medhjælper mod at yde ham kost og bolig i sit hus, og da Schlegel snart kom til at skønne på Nyerups flid og kundskaber, knyttedes herved en forbindelse, der siden på flere måder kom Nyerup til gode. I bibliotekets chef, grev Joachim Godske Moltke, vandt Nyerup også en velynder, der senere ved mange lejligheder ydede ham en gavmild støtte.
Da den hidtilværende amanuensis Christian Brandt døde, fik Nyerup 18. januar 1781 kongelig udnævnelse som hans efterfølger ved biblioteket. Lønnen, 3 kommunitetsportioner, var vel kun ringe, men Nyerup var vant til at nøjes med lidt, og Moltke skaffede ham en gratifikation på 150 rigsdaler for den tid, han havde tjent uden anden løn end kost og bolig hos Schlegel.
I oktober samme år fik Nyerup plads på Borchs Kollegium, og som disputats for samme udgav han sit første selvstændige skrift (de Lactantio), der siden efterfulgtes af så lang en række bøger og afhandlinger, at det er vanskeligt at overskue dem alle. Hans magisterdisputats (Spicilegium bibliographicum, 1784) hørte til førstegrøden af hans litterærhistoriske studier, der siden skulde bringe så mange andre smukke frugter.
1785 blev Nyerup dekan i Kommunitetet. Samme år fik han en sag i anledning af et af ham udgivet stridsskrift, hvis indhold formentes "anstødeligt" for politiet. Sagen indbragte vel forfatteren nogle ydmygelser, men endte dog uden blivende ubehagelige følger for ham. 1786 deltog han i oprettelsen af Selskabet for Efterslægten, hvilket gav anledning til, at han fattede planen til en fremstilling af de gamle folkebøgers indhold, et emne, der fra hans barndom havde interesseret ham. Frugten af dette arbejde fremkom dog først senere i hans yndlingsbog: Almindelig Morskabslæsning i Danmark og Norge igjennem Aarhundreder (1817). Nyerup betegnede selv værket som det "af mine litterair-historiske Skrifter, som jeg af alle bærer mest Forkjærlighed for".
1790 blev Nyerup bibliotekssekretær; samme år overtog han redaktionen af Lærde efterretninger, en på grund af tidsforholdene vanskelig opgave, så meget mere som Nyerup i flere retninger nærede temmelig radikale anskuelser, men som han (dog med afbrydelser) forestod i 13 år.
1796 blev han extraordinær professor i litterærhistorie og samme år adjungeret og succederende universitetsbibliotekar, med hvilke hverv han fra 1797 forbandt Stillingen som regensprovst (før 1814 dog kun som interims- eller viceprovst). Da disse stillinger dels vare ulønnede, dels meget slet aflagte, måtte han være glad ved i en årrække at kunne oppebære 200 rigsdaler som tilsynsmand ved Kommunitetets arkiv. Pladsen ved det kongelige Bibliotek opgav han definitivt først 1804.
Som bibliotekar, først ved det store kongelige og siden i en meget lang årrække ved Universitetsbiblioteket, gjorde Nyerup sig vel fortjent. Villig gik han de studerende til hånde med sin bogkundskab. Med egen hånd har han forfattet katalog over en stor del af det sidstnævnte biblioteks samlinger, ligesom han har gjort sig fortjent ved flere store trykte katalogarbejder, hvoriblandt især Katalog over det norske Videnskabers Selskabs Samlinger (1808) fortjener at nævnes på grund af de tilføjede interessante bemærkninger om gamle og sjældne skrifter.
Endelig kan det bemærkes, at Nyerup i en lang årrække holdt forelæsninger på biblioteket til vejledning for de studerende, hvorom et vidnesbyrd foreligger i hans Skrift Om Bibliothekarforelæsninger paa Universitets-Bibliotheket med Fortegnelse over Bibliothekets Velgjørere (1815).

## Regensprovst
I ingen af sine forskellige virksomhedsgrene har Nyerup dog vundet større påskønnelse og yndest end som regensprovst. "Hans simple, fordringsløse Adfærd, hans rene og varme Iver for
Videnskabeligheds Fremme som for alt, hvad han ansaa for ret og godt, i Forening med hans utrættelige Flid, samvittighedsfulde Pligtopfyldelse og exemplariske Vandel, men endnu mere: den kjærlige Omhu, hvormed han tog sig af de studerendes Anliggender og ufortrøden gik ind i Detaillen af deres Ønsker og Fornødenheder, den vennehulde, liberale Tone, som fandt Sted i hans Omgang med dem, uden at derfor Værdigheden tilsidesattes, den faderlige Velvilje, som viste sig i enhver af hans Foranstaltninger, Raad, Advarsler, Opmuntringer, saa at det stedse var tydeligt, at det kun var deres eget bedste, han havde for Øje, -- hans hele humane Tænke- og Handlemaade tillige med hans øvrige, selv i sine Abnormiteter elskværdige, Individualitet var det, som med uimodstaaelig Magt virkede paa de unge Gemytter ligesom i Almindelighed paa enhver, der kom i nærmere Berøring med ham.".

## Skriftlig virksomhed

### Suhm
Da Nyerup tidlig var kommen i forbindelse med Peter Frederik Suhm, hvem han gik til hånde i hans bibliotek, gaves der ham anledning til af dettes rige håndskriftskat at udgive Nye Samlinger til den danske Historie I-IV (1792-95). Samtidig udgav han Luxdorphiana (1791) og Langebekiana (1794) og efter Suhms død dennes Levned og Skrifter (1798) samt Suhmiana (1799), alle indeholdende bidrag til Litterærhistorien, især det 18. århundredes.
Et i Suhmiana indført Udkast til en ny Regeringsform havde for øvrigt nær bragt Nyerup i ubehagelig berøring med generalfiskalen; gode venner hjalp ham dog ud af klemmen, så han slap med en erklæring om at have "handlet i sit Hjærtes Enfoldighed uden at ane det mindste ondt".

### Skandinavisk Litteraturselskab
I forbindelse med Jens Baggesen, Pram og Jens Kragh Høst lagde Nyerup 1796 grunden til det skandinaviske Litteraturselskab, hvis formål var en nærmere litterær og sproglig forbindelse mellem de nordiske lande, men "hvis tilsigtede Formaal døde i Fødselen, og hvis Bestræbelser Politikkens Dæmon lagde uovervindelige
Hindringer i Vejen for". Selskabet kom dog ved sine udgivne arbejder til at udbrede Lys over mange videnskaber, og det bestod i en lang årrække, så man med Nyerup kan sige, at det gik med dette selskab som med manden, der ville gøre guld, men i steden derfor opfandt porcellæn.

### Skriftlige samarbejder
Nyerups selskabelige og vennesæle natur har bl.a. givet sig tilkende derved, at ikke så få af hans skrifter er udgivne ved samarbejde med andre. Dette gælder således hans i forening
med Gerhard Ludvig Lahde udgivne Samling af fortjente danske Mænds Portrætter med biografiske Efterretninger I-III (1797-1802). Danmarks Kjøbstæder og Slotte i Kobbere er udgivet sammen med Sander og Lahde (1806).
I forening med Knud Lyne Rahbek udgav Nyerup det endnu skattede værk: Bidrag til den danske Digtekunsts Historie I-IV (1800-8) og senere en fortsættelse af værket, Udsigt over den danske Digtekunst under Frederik V (1819).
Med Rasmus Rasks hjælp udgav Nyerup Edda eller Skandinavernes hedenske Gudelære, oversat af Islandsk (1808). Med Abrahamson og Rahbek udgav han Udvalgte danske Viser fra Middelalderen I-V (1812-14) og sammen med Poul Edvard Rasmussen Udvalg af danske Viser fra Midten af 16. Aarhundrede til henimod Midten af det 18., med Melodier I-II (1821).
I forbindelse med nordmanden Jens Edvard Kraft udgav Nyerup endelig det værk, der formodentlig vil bevare hans navn længst: Almindeligt Litteraturlexikon for Danmark, Norge og Island (1818-20), efter at han mange år tidligere havde ydet Jens Worm betydelige bidrag til 3. del af hans Lexikon over lærde Mænd og beriget Schlegels udgave af Kofod Anchers skrifter med vigtige tillæg.

### Tidsskrifter
At nævne alle de Tidsskrifter, Nyerup har leveret bidrag til, ville være at opregne så godt som et halvt århundredes hele periodiske litteratur i Danmark, ikke at tale om, hvad han har beriget fremmede tidsskrifter med. En Art Tidsskrift, Nyerup selv var leder af, var hans Magasin for Rejseiagttagelser I-IV (1820-25), der indeholder gammelt og nyt og deriblandt et og andet, som endnu har betydning, såsom Kong Christian IV's egenhændige Optegnelser i hans Skriv- og Rejsekalendere (også udkommet som
særligt skrift).

### Historisk-statistisk skildring
En ret fremragende plads blandt Nyerups skrifter indtager hans Historisk-statistisk Skildring af Tilstanden i Danmark og Norge i ældre og nyere Tid I-IV (1802-6). 3. del af dette værk består af 2 bind, hvoraf den første vedrører Universitetets og den anden Latinskolernes historie. Begge må endnu rådspørges af enhver, som sysler med disse emner. 4. del, der indledes med Antikvarisk Fodrejse i Fyn 1805, handler om danske oldsager og danner på en måde indledningen til en væsentlig side af Nyerups virksomhed, nemlig hans bestræbelser for at redde og bevare fædrelandske oldsager og mindesmærker, hvorved han har indlagt sig stor fortjeneste.

### Øvrige skriftlig produktion
Af Nyerups overordentlig frugtbare produktion kan endnu nævnes hans udgave af A. S. Vedel, Om den danske Krønnike at skrive med oplysninger om de danske historiografer (1787), hans Karakteristik af Kong Christian IV (1816) og Efterretninger om Kong Frederik III (1817) samt forskellige sproglige og mytologiske skrifter, såsom: Symbolæ ad litteraturam Teutonicam (1787); Udsigt over Nordens ældste Poesi (1798); Det danske Sprogs Retskrivningstheorier (1805); Peder Syvs kjærnefulde Ordsprog, udsøgte og ordnede, med en Fortale, indeholdende Bidrag til de danske Ordsprogs Litteratur (1807); Wörterbuch der skandinav. Mythologie (1816); De litterære Bergmænd i Indien (om
Sanskritlitteratur, 1820); Peder Laales Samling af danske og latinske Ordsprog, med Anmærkninger (1828).
I en række år var Nyerup medarbejder i Videnskabernes Selskabs danske Ordbog.
Nyerup har skrevet så meget, at det fordelt på 10 forskellige forfattere ville være nok til at sikre enhver af dem, om ikke just udødelighed, så dog agtelsesfuld ihukommelse; thi blandt det meget er der forholdsvis kun lidt, der kan kaldes betydningsløst, selv om det ikke alt, og navnlig ikke i nyere tid, tilfredsstiller faglærdommens strenge fordringer. I det meste af, hvad der foreligger fra hans hånd, er noget vist tiltalende, gemytligt, der giver endog det mere trivielle en vis ynde. Dette fremtræder ikke mindst i hans Levnedsløb, beskrevet af ham selv, som efter hans død udgaves af hans svigersøn præsten Christian Ludvig Strøm.
Sagen er, at bag det hele åbenbarer sig en ualmindelig elskværdig personlighed, fuld af kærlighed til fædrelandet og lyst til at fremme dets ære. Hans levende interesse for dansk bogvæsen fremtræder endnu i et af hans sidste år i hans Udkast til en Plan til Samfundet for den danske Litteraturs Fremme (1827).

## Medgrundlægger af Nationalmuseet
Efter at han allerede på egen hånd med Universitetskonsistoriets bifald og under bibliotekskommissionens opsyn havde gjort begyndelsen til anlæggelse af et kabinet for fædrelandets oldsager i Universitetsbibliotekets lokale på Trinitatis Kirkes loft, udstedte han 12. marts 1807 en offentlig opfordring til ejere af nordiske oldsager om at indsende, hvad de havde, til denne samling. Den vandt så god anklang, at der straks indkom værdifulde bidrag, og på Fr. Münters forslag nedsattes en kongelig Kommission for Oldsagers Bevaring, hvis sekretær Nyerup blev.
Uagtet de for Danmark ulykkelige forhold, som snart efter indtrådte, virkede Nyerup dog med stor energi i denne stilling indtil 1816 og fik gjort en god begyndelse. Selv anså den beskedne mand det dog for sin største fortjeneste af Nationalmuseet, at han fik Christian Jürgensen Thomsen udnævnt til sin efterfølger i sekretariatet; thi "Mage til ham til en saadan Post findes ikke i 7 Kongeriger".

## Rejser
Nyerups stilling i Oldsagskommissionen gav anledning til, at han gjorde flere antikvariske, af ham selv beskrevne rejser i Danmark og i Sverige og Norge og til sidst også i Tyskland.
I Sverige var han 1810 og 1812, i sidstnævnte år med Rask som ledsager. Men da han samtidig havde det politiske hverv at sondere stemningen i Sverige for Frederik 6.'s kandidatur til den svenske trone, var han nær kommen i forlegenhed, og kun hans anseelse som videnskabsmand synes at have friet ham for at blive sat fast som dansk spion, da han havde vovet sig til Örebro, hvor den svenske Rigsdag var samlet; han slap dog med pålæg om ufortøvet at forføje sig bort 

## Anerkendelse
At en mand som Nyerup i tidens løb har modtaget forskellige beviser på anerkendelse af hans virksomhed i litteraturens og videnskabens tjeneste, siger sig selv. Således blev han 1793 medlem af Det kongelige danske Selskab for Fædrelandets Historie (fra 1816 dets viceformand) og 1823 af Videnskabernes Selskab, ikke at tale om en række udenlandske litterære samfund.
Ved hans 50 års jubilæum som bibliotekar (15. september 1828) og på flere andre mindedage i hans alderdom modtog han, der i sang pristes som "hver Fynbos Ven, hver Nordbos Fryd", talrige beviser på den yndest, han nød i den studerende verden, noget, der glædede den gamle, beskedne mand højlig. Hans udstrakte brevveksling  vidner også om den agtelse og tillid, han nød i vide kredse.
Den 25. april 1826 blev han Ridder af Dannebrog.
Nyerup døde, 70 år gammel. Hans hustru var død 10 år tidligere (7. oktober 1818). De havde 1 søn og 3 døtre, af hvilke den yngste, der var ugift, ved kærlig omhu og pleje bevarede faderen fra at føle sig forladt og ene i sin alderdom. Sønnen mislykkedes—i så henseende havde Nyerup samme triste skæbne som hans ungdomsven, den fortræffelige rektor Oluf Worm i Horsens, hvis breve til Nyerup giver os et sjælden smukt billede af trofast venskab, trods væsentlige differenser i anskuelserne.